# Leo John Steck
Leo John Steck (* 30. August 1898 in St. Louis, Missouri; † 19. Juni 1950 ebenda) war ein US-amerikanischer römisch-katholischer Geistlicher und Weihbischof in Salt Lake City.

## Leben
Leo John Steck studierte Philosophie und Katholische Theologie am Kenrick Seminary in Webster Groves. Er empfing am 8. Juni 1924 das Sakrament der Priesterweihe für das Erzbistum Saint Louis. Steck war zunächst als Seelsorger in der Pfarrei St. Peter in Kirkwood tätig, bevor er Direktor der Catholic Rural Life Conference wurde.
Am 13. März 1948 ernannte ihn Papst Pius XII. zum Titularbischof von Ilium und zum Weihbischof in Salt Lake. Der Erzbischof von Saint Louis, Joseph Elmer Ritter, spendete ihm am 20. Mai desselben Jahres die Bischofsweihe; Mitkonsekratoren waren der Bischof von Wichita, Mark Kenny Carroll, und der Weihbischof in Saint Louis, John Cody.